# Frank Hardart

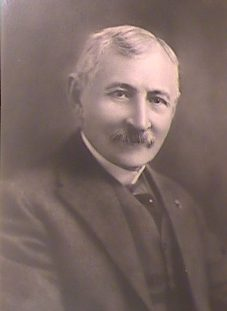
Frank Hardart, Sr.

Frank Hardart Sr. (* 22. Oktober 1850 in Sondernheim als Franz Anton Hardardt; † 10. Dezember 1918) war ein US-amerikanischer Unternehmer.
1853 wanderte seine verwitweten Mutter mit ihm und seinen Geschwistern in die Vereinigten Staaten aus. 1888 eröffnete er gemeinsam mit dem Geschäftsmann Joseph V. Horn ein Café in Philadelphia. Aus diesen Anfängen entwickelten sich ab 1902 die Horn&Hardart-Automatenlokale in New York und Philadelphia: Selbstbedienungsrestaurants, in denen die Gerichte und Getränke in Verkaufsautomaten bereitgehalten wurden. Sie gelten als Vorläufer der späteren Fast-Food-Ketten bzw. der Systemgastronomie.

## Verfilmungen
In dem Dokumentarfilm The Automat wird die Geschichte der Horn & Hardart Kette erzählt.